# Orde van Sint-Jacobus

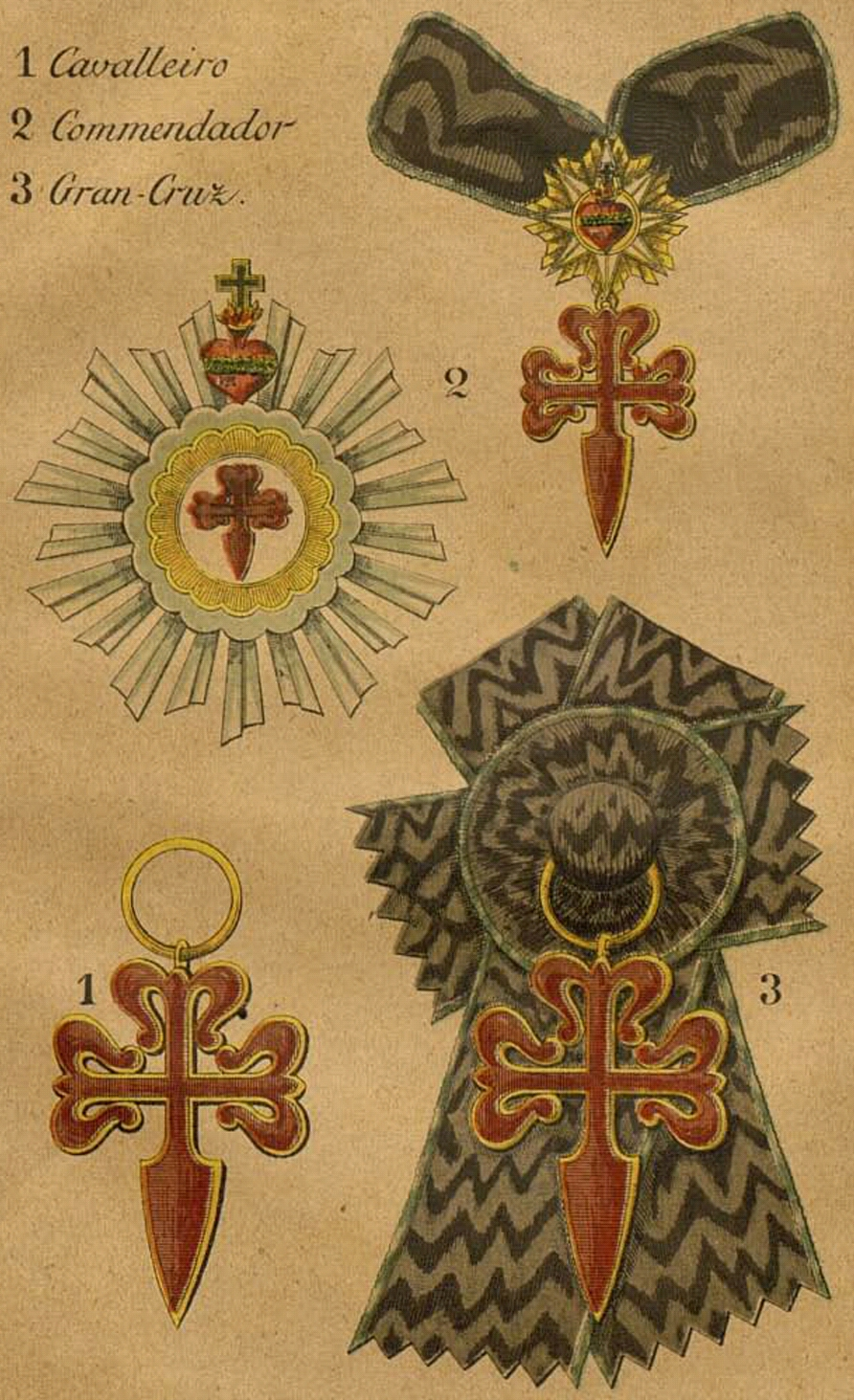
Orde van Sint-Jacobus

De Orde van Sint Jacob van het Zwaard was een in 1290 ingestelde kruisridderorde die in Spanje en Portugal tegen de Moren vocht.
Na de voltooiing van " reconquista", de verdrijving van de Mohammedanen uit het Iberisch schiereiland had de Orde geen ander doel dan het verdelen van de opbrengst van de enorme landgoederen van de Orde onder de adellijke leden. In 1789 werd de Orde daarom geseculariseerd en tot een Orde van Verdienste van de Portugese kroon verklaard.
In Brazilië waren uiteraard gedurende het gehele koloniale tijdperk Ridders van "São Thiago da Espada" aanwezig en tijdens het verblijf van de Portugese koning in Brazilië werd de Orde daar ook verleend. Op 9 september 1843 verklaarde de Braziliaanse Keizer Pedro I de Orde van Sint-Jacobus tot een Braziliaanse Ridderorde. Het rode lint kreeg een blauwe bies. Op 22 maart 1890 hief de provisorische regering van de Braziliaanse republiek de Orde op. Desondanks zien de leden van de verdreven dynastie de Orde als hun huisorde.